# Longula
Longula war eine volskische Siedlung in Latium südlich von Corioli.
Longula wurde 493 v. Chr. von den Römern unter Gnaeus Marcius Coriolanus erobert und zerstört (Livius 2, 33, 4).
309 v. Chr. besiegte der römische Feldherr Lucius Papirius Cursor während des Zweiten Samnitenkrieges bei Longula die Samniten (Livius 9, 38–40).
Der Ort wird als die archäologische Fundstätte beim heutigen Buon Riposo, Stadtteil von Aprilia, identifiziert.
Koordinaten: 41° 35′ 35,9″ N, 12° 36′ 31,1″ O